# Campeonato Neozelandês de Futebol
O Campeonato Neozelandês de Futebol foi a principal competição entre clubes de futebol da Nova Zelândia. Começou a ser disputado na temporada de 2004-05, após a dissolução de diversas outras ligas menores, que serviram como base para sua criação. Desde 2021, o campeonato foi substituído pela Liga Nacional da Nova Zelândia.

## Campeões

### National Soccer League
| Ano  | Campeão                                               | Vice-campeão                                          | Terceiro lugar                                        | Quarto lugar                                          |
| ---- | ----------------------------------------------------- | ----------------------------------------------------- | ----------------------------------------------------- | ----------------------------------------------------- |
| 1970 | Bay Olympic Soccer and Sports Club                    | Eastern Suburbs                                       | Christchurch United Association Football Club         | University-Mount Wellington Association Football Club |
| 1971 | Eastern Suburbs                                       | University-Mount Wellington Association Football Club | Christchurch United Association Football Club         | Bay Olympic Soccer and Sports Club                    |
| 1972 | University-Mount Wellington Association Football Club | Bay Olympic Soccer and Sports Club                    | Christchurch United Association Football Club         | Eastern Suburbs                                       |
| 1973 | Christchurch United Association Football Club         | University-Mount Wellington Association Football Club | Bay Olympic Soccer and Sports Club                    | Gisborne City Association Football Club               |
| 1974 | University-Mount Wellington Association Football Club | Christchurch United Association Football Club         | New Brighton                                          | Stop Out                                              |
| 1975 | Christchurch United Association Football Club         | North Shore United Association Football Club          | Bay Olympic Soccer and Sports Club                    | Caversham                                             |
| 1976 | Wellington United Football Club                       | University-Mount Wellington Association Football Club | Caversham                                             | New Brighton                                          |
| 1977 | North Shore United Association Football Club          | Stop Out                                              | Christchurch United Association Football Club         | Melville United Association Football Club             |
| 1978 | Christchurch United Association Football Club         | University-Mount Wellington Association Football Club | Bay Olympic Soccer and Sports Club                    | Eastern Suburbs                                       |
| 1979 | University-Mount Wellington Association Football Club | Christchurch United Association Football Club         | North Shore United Association Football Club          | Manurewa Association Football Club                    |
| 1980 | University-Mount Wellington Association Football Club | Gisborne City Association Football Club               | Manurewa Association Football Club                    | Wellington United Football Club                       |
| 1981 | Wellington United Football Club                       | Dunedin City                                          | University-Mount Wellington Association Football Club | Gisborne City Association Football Club               |
| 1982 | University-Mount Wellington Association Football Club | North Shore United Association Football Club          | Dunedin City                                          | Gisborne City Association Football Club               |
| 1983 | Manurewa Association Football Club                    | North Shore United Association Football Club          | Papatoetoe Association Football Club                  | University-Mount Wellington Association Football Club |
| 1984 | Gisborne City Association Football Club               | Papatoetoe Association Football Club                  | Christchurch United Association Football Club         | Manurewa Association Football Club                    |
| 1985 | Wellington United Football Club                       | Gisborne City Association Football Club               | North Shore United Association Football Club          | University-Mount Wellington Association Football Club |
| 1986 | University-Mount Wellington Association Football Club | Miramar Rangers Association Football Club             | Wellington United Football Club                       | Christchurch United Association Football Club         |
| 1987 | Christchurch United Association Football Club         | Gisborne City Association Football Club               | Wellington United Football Club                       | Mount Maunganui Football Club                         |
| 1988 | Christchurch United Association Football Club         | University-Mount Wellington Association Football Club | Mount Maunganui Football Club                         | Napier City Rovers                                    |
| 1989 | Napier City Rovers                                    | Tauranga City United Association Football Club        | University-Mount Wellington Association Football Club | Waitakere City Football Club                          |
| 1990 | Waitakere City Football Club                          | University-Mount Wellington Association Football Club | Christchurch United Association Football Club         | Waikato United Football Club                          |
| 1991 | Christchurch United Association Football Club         | Miramar Rangers Association Football Club             | Waikato United Football Club                          | Napier City Rovers                                    |
| 1992 | Waitakere City Football Club                          | Waikato United Football Club                          | Napier City Rovers                                    | Miramar Rangers Association Football Club             |

### Superclub League
| Ano  | Campeão                                      | Placar      | Vice-campeão                 | Terceiro lugar                               | Quarto lugar                 |
| ---- | -------------------------------------------- | ----------- | ---------------------------- | -------------------------------------------- | ---------------------------- |
| 1993 | Napier City Rovers                           | 4 - 3 (Pro) | Waitakere City Football Club | North Shore United Association Football Club | Waikato United Football Club |
| 1994 | North Shore United Association Football Club | 3 - 1       | Napier City Rovers           | Waitakere City Football Club                 | Roslyn-Wakari                |
| 1995 | Waitakere City Football Club                 | 4 - 0       | Waikato United Football Club | North Shore United Association Football Club | Napier City Rovers           |

### National Summer Soccer League
| Ano     | Campeão                      | Placar | Vice-campeão                              | Terceiro lugar                               | Quarto lugar                                 |
| ------- | ---------------------------- | ------ | ----------------------------------------- | -------------------------------------------- | -------------------------------------------- |
| 1996    | Waitakere City Football Club | 5 - 2  | Miramar Rangers Association Football Club | North Shore United Association Football Club | Wellington United Football Club              |
| 1996-97 | Waitakere City Football Club | 3 - 1  | Napier City Rovers                        | Central United                               | North Shore United Association Football Club |
| 1997-98 | Napier City Rovers           | 5 - 2  | Central United                            | North Shore United Association Football Club | Miramar Rangers Association Football Club    |

### New Zealand Island Soccer League
| Ano  | Campeão        | Placar | Vice-campeão      | Terceiro lugar               | Quarto lugar   |
| ---- | -------------- | ------ | ----------------- | ---------------------------- | -------------- |
| 1999 | Central United | 3 - 1  | Dunedin Technical | Waitakere City Football Club | Nelson Suburbs |

### New Zealand National Soccer League
| Ano  | Campeão                                   | Placar                  | Vice-campeão                              | Terceiro lugar                                 | Quarto lugar                                                   |
| ---- | ----------------------------------------- | ----------------------- | ----------------------------------------- | ---------------------------------------------- | -------------------------------------------------------------- |
| 2000 | Napier City Rovers                        | 0 - 0 (pro) 4 - 2 (pen) | Waikato United Football Club              | Dunedin Technical                              | University-Mount Wellington Association Football Club Manawatu |
| 2001 | Central United                            | 3 - 2                   | Miramar Rangers Association Football Club | Manawatu                                       | University-Mount Wellington Association Football Club          |
| 2002 | Miramar Rangers Association Football Club | 3 - 1                   | Napier City Rovers                        | Tauranga City United Association Football Club | North Shore United Association Football Club                   |
| 2003 | Miramar Rangers Association Football Club | 3 - 2                   | East Auckland                             | Central United                                 | Napier City Rovers                                             |
| 2004 | não concluído                             | não concluído           | não concluído                             | não concluído                                  | não concluído                                                  |

### New Zealand Football Championship
| Ano     | Campeão                      | Placar            | Vice-campeão                     | Terceiro lugar                     | Quarto lugar                       |
| ------- | ---------------------------- | ----------------- | -------------------------------- | ---------------------------------- | ---------------------------------- |
| 2004-05 | Auckland City (Auckland)     | 3 - 2             | Waitakere United (Waitakere)     | WaiBOP United (Ngaruawahia)        | Canterbury United (Christchurch)   |
| 2005-06 | Auckland City (Auckland)     | 3 - 3 (4 - 3 pen) | Canterbury United (Christchurch) | Team Wellington (Wellington)       | Manawatu United (Palmerston North) |
| 2006-07 | Auckland City (Auckland)     | 3 - 2             | Waitakere United (Waitakere)     | Manawatu United (Palmerston North) | Canterbury United (Christchurch)   |
| 2007-08 | Waitakere United (Waitakere) | 2 - 0             | Team Wellington (Wellington)     | Auckland City (Auckland)           | Hawke's Bay United (Napier)        |
| 2008-09 | Auckland City (Auckland)     | 2 - 1             | Waitakere United (Waitakere)     | Manawatu United (Palmerston North) | Team Wellington (Wellington)       |
| 2009-10 | Waitakere United (Waitakere) | 3 - 1             | Canterbury United (Christchurch) | Team Wellington (Wellington)       | Auckland City (Auckland)           |
| 2010-11 | Waitakere United (Waitakere) | 3 - 2             | Auckland City (Auckland)         | Canterbury United (Christchurch)   | Team Wellington (Wellington)       |
| 2011-12 | Waitakere United (Waitakere) | 4 - 1             | Team Wellington (Wellington)     | Canterbury United (Christchurch)   | Auckland City (Auckland)           |
| 2012-13 | Waitakere United (Waitakere) | 4 - 3             | Auckland City (Auckland)         | Canterbury United (Christchurch)   | Hawke's Bay United (Napier)        |
| 2013-14 | Auckland City (Auckland)     | 1 - 0             | Team Wellington (Wellington)     | Hawke's Bay United (Napier)        | Waitakere United (Waitakere)       |
| 2014-15 | Auckland City (Auckland)     | 2 - 1             | Hawke's Bay United (Napier)      | Team Wellington (Wellington)       | Waitakere United (Waitakere)       |
| 2015-16 | Team Wellington (Wellington) | 4 - 2 (Pro)       | Auckland City (Auckland)         | Hawke's Bay United (Napier)        | Canterbury United (Christchurch)   |
| 2016-17 | Team Wellington (Wellington) | 2 - 1             | Auckland City (Auckland)         | Waitakere United (Waitakere)       | Hawke's Bay United (Napier)        |
| 2017-18 | Auckland City (Auckland)     | 1 - 0             | Team Wellington (Wellington)     | Canterbury United (Christchurch)   | Eastern Suburbs (Auckland)         |
| 2018-19 | Eastern Suburbs (Auckland)   | 3 - 0             | Team Wellington (Wellington)     | Auckland City (Auckland)           | Canterbury United (Christchurch)   |
| 2019-20 | Auckland City (Auckland)     | Sem Final †       | Team Wellington (Wellington)     | Waitakere United (Waitakere)       | Eastern Suburbs (Auckland)         |

† Devido à pandemia do COVID-19, a temporada 2019-20 foi concluída após 16 rodadas. As duas rodadas restantes da temporada regular e a série final foram canceladas. O Auckland City, que liderava a temporada regular, foi declarado campeão e se classificou para a Liga dos Campeões da OFC em 2021, juntamente com o Team Wellington, que estava em segundo lugar na temporada regular.

## Títulos por equipe
| Clube                                     | Cidade       | Títulos                                                                     | Vices                                                     |
| ----------------------------------------- | ------------ | --------------------------------------------------------------------------- | --------------------------------------------------------- |
| Auckland City                             | Auckland     | 8 (2004–05, 2005–06, 2006–07, 2008–09, 2013–14, 2014–15, 2017-18, 2019-20†) | 4 (2010-11, 2012-13, 2015-16, 2016-17)                    |
| University-Mount Wellington Football Club | Wellington   | 6 (1972, 1974, 1979, 1980, 1982, 1986)                                      | 7 (1971, 1973, 1976, 1978, 1988, 1990, 2000)              |
| Christchurch United Football Club         | Christchurch | 6 (1973, 1975, 1978, 1987, 1988, 1991)                                      | 2 (1974, 1979)                                            |
| Waitakere United                          | Waitakere    | 5 (2007–08, 2009–10, 2010–11, 2011–12, 2012–13)                             | 3 (2004-05, 2006-07, 2008-09)                             |
| Waitakere City Football Club              | Waitakere    | 5 (1990, 1992, 1995, 1996, 1997)                                            | 1 (1993)                                                  |
| Napier City Rovers                        | Napier       | 4 (1989, 1993, 1998, 2000)                                                  | 3 (1994, 1997, 2002)                                      |
| Wellington United Football Club           | Wellington   | 3 (1976, 1981, 1985)                                                        | 0                                                         |
| Team Wellington                           | Wellington   | 2 (2015-16, 2016-17)                                                        | 6 (2007-08, 2011-12, 2013-14, 2017-18, 2018-19, 2019-20†) |
| Miramar Rangers Football Club             | Wellington   | 2 (2002, 2003)                                                              | 4 (1986, 1991, 1996, 2001)                                |
| North Shore United Football Club          | North Shore  | 2 (1977, 1994)                                                              | 3 (1975, 1982, 1983)                                      |
| Central United                            | Auckland     | 2 (1999, 2001)                                                              | 1 (1998)                                                  |
| Eastern Suburbs                           | Auckland     | 2 (1971, 2018-19)                                                           | 1 (1970)                                                  |
| Gisborne City Association Football Club   | Gisborne     | 1 (1984)                                                                    | 3 (1980, 1985, 1987)                                      |
| Blockhouse Bay                            | Auckland     | 1 (1970)                                                                    | 1 (1972)                                                  |
| Manurewa Association Football Club        | Auckland     | 1 (1983)                                                                    | 0                                                         |
| Canterbury United                         | Christchurch | 0                                                                           | 2 (2005-06, 2009-10)                                      |
| Waikato United Football Club              | Hamilton     | 0                                                                           | 2 (1992, 1995)                                            |
| Hawke's Bay United                        | Waitakere    | 0                                                                           | 1 (2014-15)                                               |
| Dunedin City                              | Dunedin      | 0                                                                           | 1 (1981)                                                  |
| Dunedin Technical                         | Dunedin      | 0                                                                           | 1 (1999)                                                  |
| East Auckland                             | Auckland     | 0                                                                           | 1 (2003)                                                  |
| Mount Maunganui Association Football Club | Tauranga     | 0                                                                           | 1 (1989)                                                  |
| Papatoetoe Association Football Club      | Papatoetoe   | 0                                                                           | 1 (1984)                                                  |
| Stop Out                                  | Wellington   | 0                                                                           | 1 (1977)                                                  |